# خاسینتو کوینکوکس
خاسینتو کوینکوکس (به اسپانیایی: Jacinto Quincoces) بازیکن فوتبال اهل اسپانیا است که از سال ۱۹۲۸ تا ۱۹۳۶ میلادی عضو تیم ملی فوتبال اسپانیا بوده و در ۲۵ بازی ملی حضور داشته‌است. او در بازی‌های ملی‌اش گلی به ثمر نرساند.